# Tomba Golini I

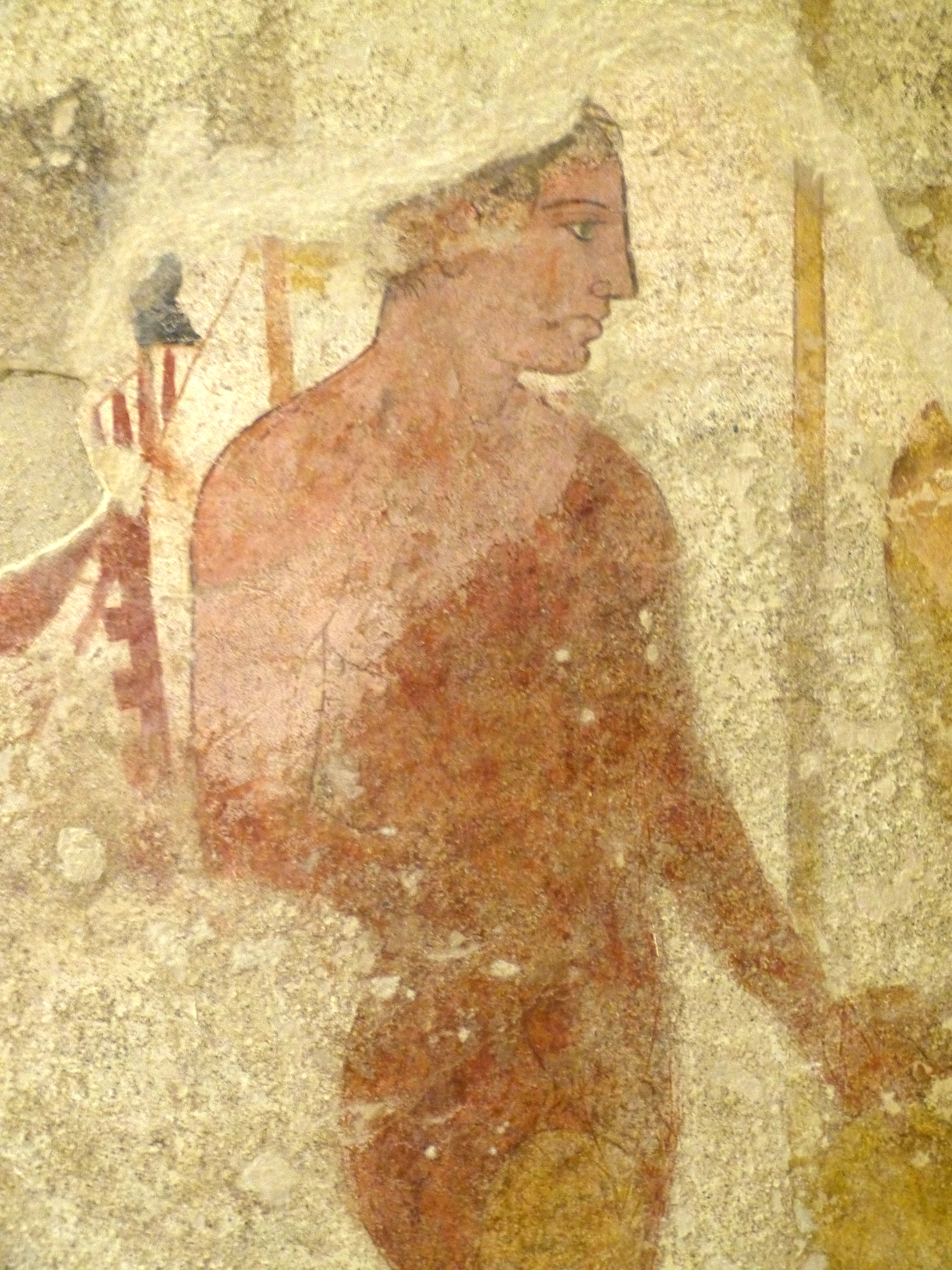
Diener in der Bankettszene

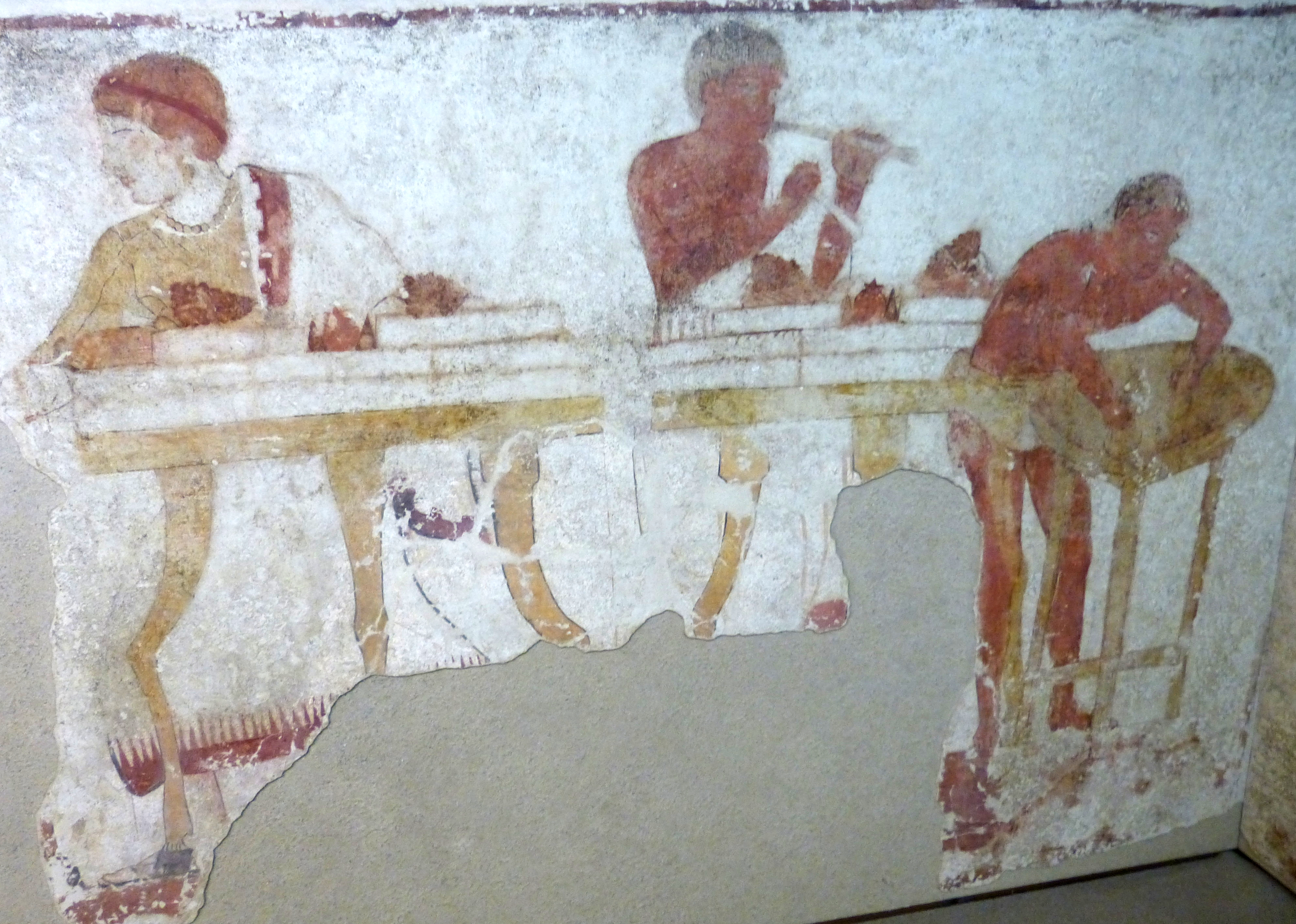
Tomba Golini I: Vorbereitungen zu einem Bankett

Die Tomba Golini I (deutsch: „Golini-Grab I“)  ist ein ausgemaltes etruskisches Kammergrab. Das Grab wurde im Jahr 1863 bei Porano, einem Dorf nahe bei Orvieto in Mittelitalien, entdeckt, zusammen mit Tomba Golini II. Beide Gräber wurden nach ihrem Entdecker Domenico Golini als Tombe Golini bezeichnet.
Die beiden etruskischen Grabanlagen datieren in das vierte Jahrhundert v. Chr. Tomba Golini I ist etwas älter und gehört in die Mitte des Jahrhunderts. Die Malereien wurden im Jahr 1950 von der Wand genommen und in das Museo archeologico nazionale di Orvieto gebracht. 
Das Grab besteht aus einem Raum, der in der Mitte durch eine Zwischenwand aus Tuffstein in zwei Hälften geteilt ist. An den Wänden der Grabkammer befanden sich Szenen aus dem Leben der lokalen Oberschicht. Die Figuren waren mit Beischriften versehen, die Namen und Titel der Personen nennen. Auch die Diener werden mit Namen genannt, was sonst eher ungewöhnlich ist.
Die Malereien im linken Bereich zeigen die Vorbereitung eines Banketts. Diener und Köche sind dargestellt, ebenso ein Flötenspieler, der sie musikalisch begleitet. Zu sehen sind auch ein Fleischmagazin und ein Backofen.
Das Bankett selbst ist im rechten Teil der Kammer wiedergegeben, wobei die Unterweltsgötter Aita (Hades) und Phersipnai (Persephone) anwesend sind. Eine weitere Szene zeigt den Toten auf einen Streitwagen, wie er in die Unterwelt fährt.
Das Grab gehört der Familie der Leinie. Fünf Generationen sind im Grab erwähnt. Auch Titel werden genannt, darunter der zilath mechl rasnal, bei dem es sich um eines der wichtigen etruskischen Ämter handelte.